# 歌のホームラン
『歌のホームラン』（うたのホームラン）は、1980年7月から1985年12月まで石川テレビで放送された音楽番組。

## 番組概要
いわゆる「ちびっ子のど自慢」番組。石川県内の小学生が歌を披露する、という内容。「小学生が主役」の番組として、石川県内の多くの小学生の人気を集めた。正式タイトルは『ITCこどもスタジオ　歌のホームラン』だった。放送開始当初は、視聴率平均25%を記録し、県内屈指の人気番組として知られた。

## 出演者
- 伊藤雅雄（当時石川テレビアナウンサー）
- 藤井肇（審査員、放送当時は金沢市立野田中学校美術教員。出演者の似顔絵を描くことで知られていた。）[2]
- Uちゃん坊や（当時石川テレビマスコットキャラクター）[3]
- 生駒万紀子（アシスタント）
- 谷崎なゆみ（同上）

## 放送日時
- 火曜 19:00 - 19:30（開始 - 1984年3月）
- 日曜 9:30 - 10:00（1984年4月 - 1985年9月）
- 日曜 9:00 - 9:30（1985年10月 - 終了）

## 復活

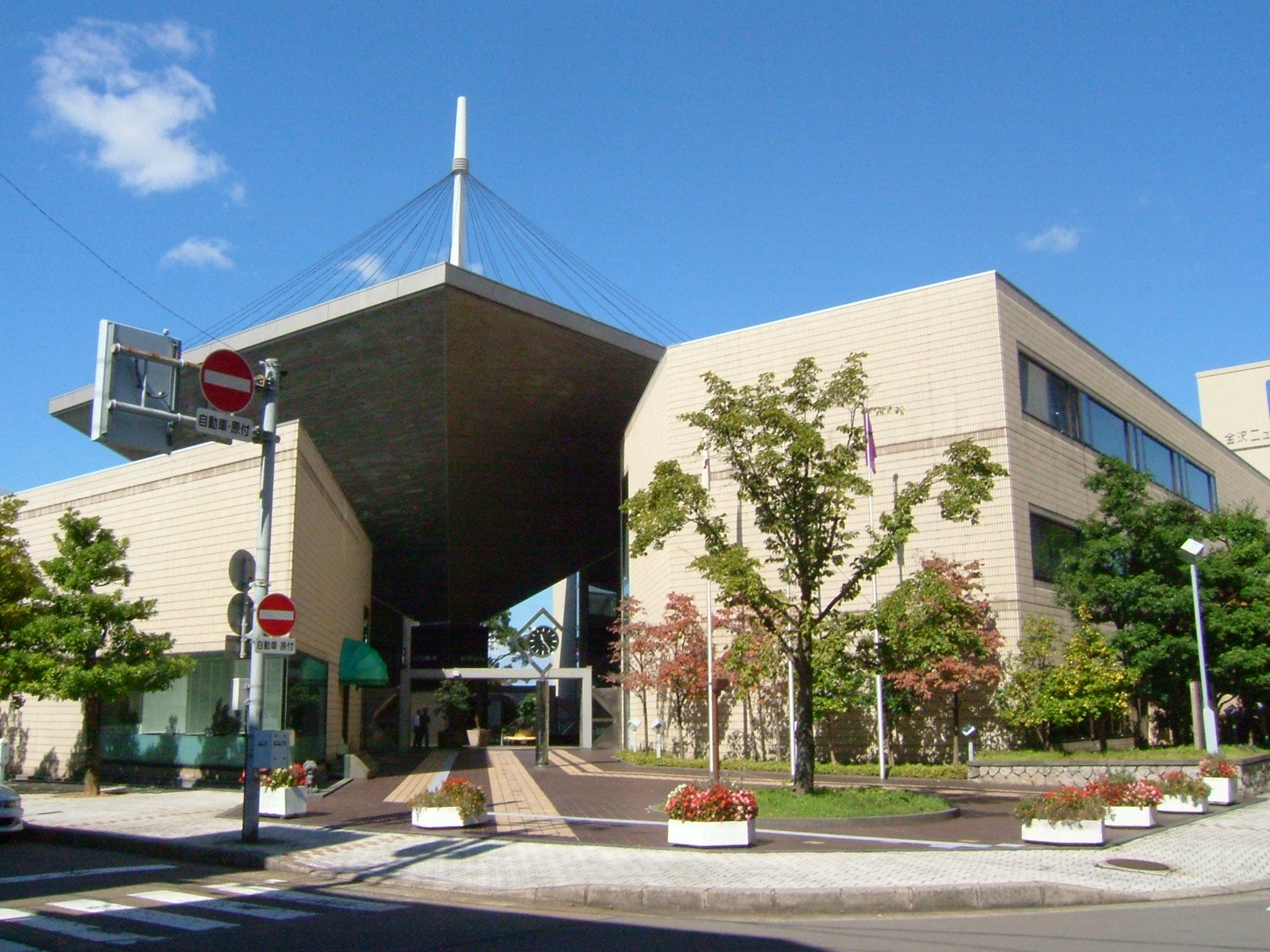
「歌のホームラン」復活特番の公開生放送が行われた金沢市文化ホール

2011年8月13日、新しいデジタル放送の幕開けとともに、『帰ってきた歌のホームラン』が金沢市文化ホールから公開生放送された。司会は稲垣真一と安田真理の両アナウンサー（安田は当時）が担当。原口あきまさと山本あきがゲスト出演した。
地上デジタル放送のシステムを存分に駆使し、12:00 - 14:00の生放送のうち、前半の12:58までは081chとワンセグで本編を放送し、082chで本編の舞台裏を放送した。
2019年4月6日に『石川テレビ開局50周年特別番組 加賀から能登まで いしかわ115万人ありがとうテレビ』の番組内で当時歌声を披露した親子2組が、およそ40年ぶりに再結成し過去の映像とオーバーラップしながら懐かしの名曲を大合唱し、2度目の復活を果たした。